# Вайта (Манітоба)

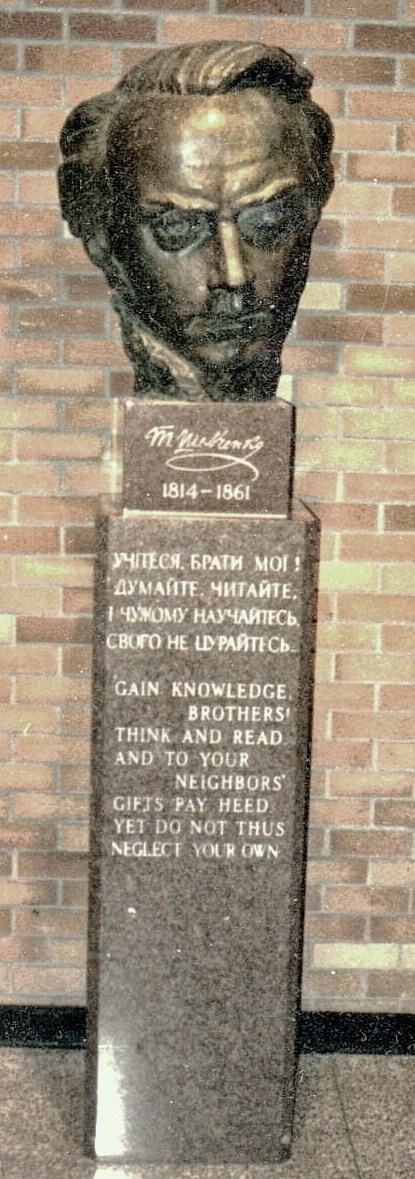
Бюст у селі Вайта у Shevchenko School
(скульптор: Лео Мол)

Ва́йта (англ. Vita; первісна назва села: Szewczenko) — село і муніципальний центр у провінції Манітоба в Канаді, засновані українськими піонерами наприкінці 1890-х років. Населення: 350 (2006).

### Вайта — районний центр
Вайта — центр Стюартбернського муніципалітету (англ. Rural Municipality of Stuartburn) й осідок районної сільради. Село розташоване за 50 км на південь від міста Стайнбек на найпівденнішій асфальтівці, Манітобській провінційній № 201 (англ. Manitoba Provincial Road 201), яка проходить паралельно з американсько-канадським кордоном у напрямі схід-захід.

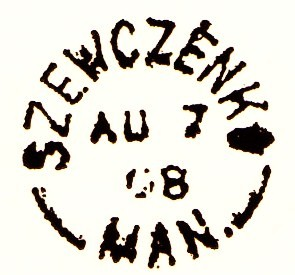
Штемпель поштової станиці Szewczenko (1908 р.)

### Історія назви
Первісну назву села передавалося за польською транскрипцією як Szewczenko; ця назва проіснувала лише до 1910 року, коли проведено через село залізницю та вирішено, що назва Великого Кобзаря непідхожа: задовга для розміщення на залізничних розкладах дня та заважка для вимови англійцям. Змінено назву і села, і місцевої пошти, на Vita тому що, прокладаючи колію, завідувач бригади залізничників італієць застеріг собі право називати зупинки по її довжині на італійський лад. Досі назва Shevchenko збереглася лише на будинку загальноосвітньої школи в селі.

### Новобудови
У селі Вайта побудовано у 1970 нову державну ЗОШ «Шевченко» (англ. Shevchenko School), у якій по 1991 рік викладалася українська мова як іноземна у всіх класах з 1-го по 12-й. У 1991 відкрито нову районну лікарню (англ. Vita and District Health Centre) з прибудованим до неї геріатричним пансіонатом. Згадані новобудови — додаток до спортивних: хокейної та керлінгової арен, які стоять у Вайті з 1970-х років.

### «Наша славна Вайта»
Українську піонерську оселю, назва якої зараз — Вайта, місцеві жителі залюбки згадували й описували, як «наша славна Вайта»; проте часи, коли Вайта була українським селом, уже позаду: про це нагадують лише відновлені нащадками українців їх піонерські церкви та прицерковні цвинтари. Досі в селі чинні парафії Пресвятої Трійці Української православної церкви Канади та Св. Димитрія Української греко-католицької церкви. Існує і понині в селі «Український народний дім» — проте із півстоліття культурною роботою ця установа уже не займається: служить по-простому як клуб для місцевого населення. Довгожили згадують, що занепад «народного дому» й активного українського культурного життя у Вайті почався ще у післявоєнні часи.